# Emil Bott
Emil Bott (* 24. Juli 1824, 1825 oder 1827, wohl in Frankfurt am Main; † 16. Februar 1908 in Phillipsburg, Beaver County, Pennsylvania) war ein deutschamerikanischer Landschafts- und Porträtmaler der Düsseldorfer Schule.

## Leben

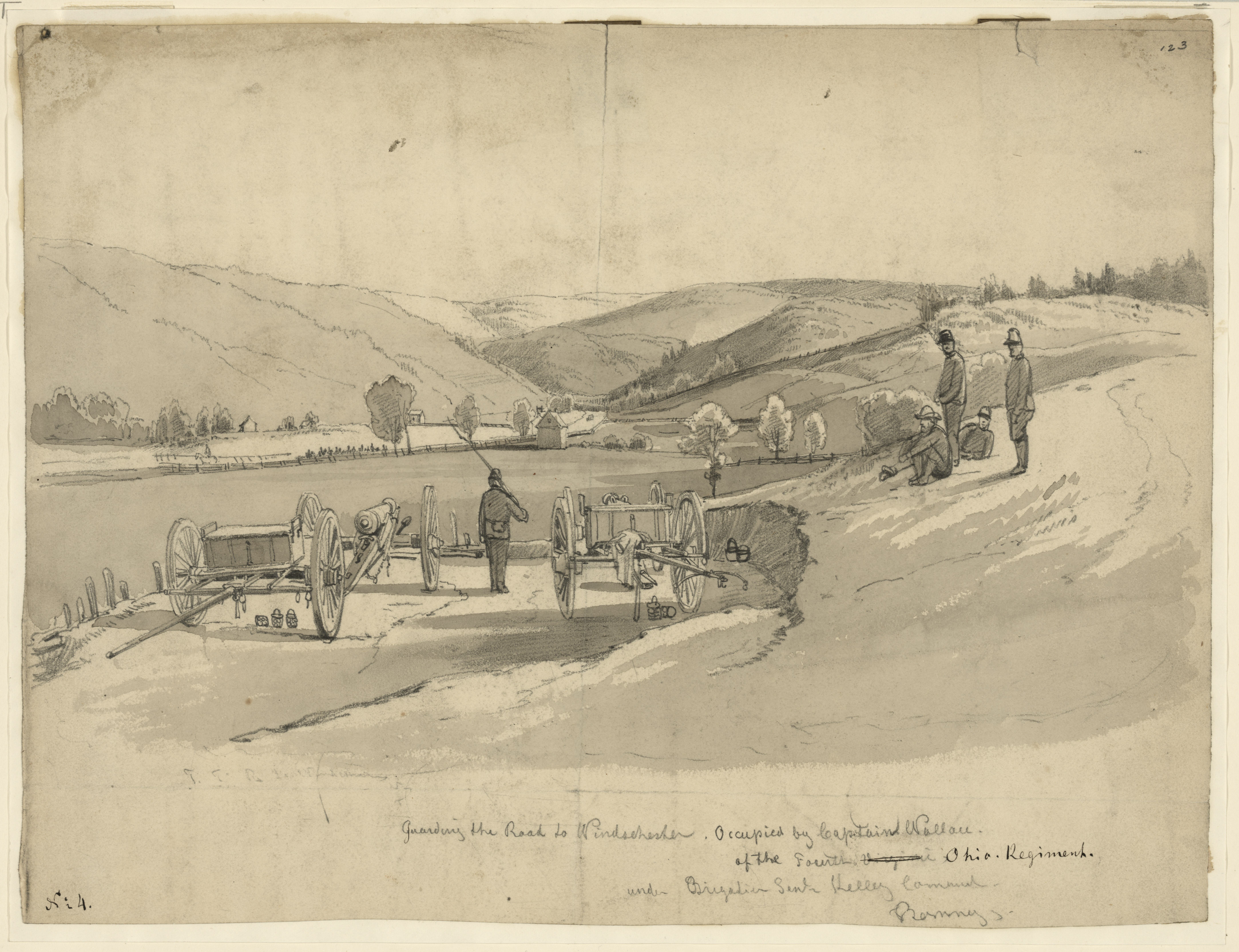
Guarding the Road to Windschester, Tuschezeichnung, 1862

Defeat of the Cold-Water-Men by the Bock, Illustration (Lithografie), 1873

Aus Frankfurt am Main kommend besuchte Bott in den Jahren 1847 und 1848 die Kunstakademie Düsseldorf. Dort war er Schüler der Landschafterklasse von Johann Wilhelm Schirmer. 1848 emigrierte er mit seinem Vater Adolph Bott in die Vereinigten Staaten, wo sie sich in Phillipsburg niederließen und der von Johann Georg Rapp inspirierten radikalpietistischen Harmony Society angehörten. Es wird angenommen, dass er nach seiner Ankunft in den Vereinigten Staaten als Kunstlehrer einer Privatschule in Brighton Township, Beaver County, arbeitete. 1850 heiratete er Emma Böcking (1827–1899), die Tochter des Landschaftsmalers Adolph Böcking (1782–1861, Bruder des Heinrich Böcking und Enkel des Tuchfabrikanten Bernhard Georg von Scheibler), der von 1832 bis 1834 ebenfalls bei Schirmer in Düsseldorf studiert hatte. Das Paar, das mehrere Kinder hatte, lebte zunächst in Phillipsburg (heute Monaca). 1850 und 1851 erschienen Lithografien von Botts Ansichten der Industriestadt Pittsburgh. 1850 erwarb die Western Art-Union einige seiner Bilder. Von 1852 bis 1859 malte er in Cincinnati. 1854 datiert sein Landschaftsbild Beaver Falls. 1859 nahm er an der ersten Kunstausstellung der Pittsburgh Art Association teil. In den 1860er Jahren, in denen Bott in Pittsburgh lebte und dort ein Atelier hatte, galt er als ein angesehener und bekannter Maler der dortigen Kunstszene. 1862/1863 diente er im 1. Freiwilligen-Regiment der West Virginia Light Artillery. Szenen des militärischen Lebens dieser Zeit hielt er in zahlreichen Skizzen fest. In Pittsburgh und Cincinnati profilierte er sich als „Porträtmaler“ von Dampfbooten und Schleppern. Ein Beispiel für diese Marinemalerei ist das 1881 entstandene Bild The Idlewild. Auch betätigte er sich als Dekorationsmaler, indem er Schiffskabinen ausgestaltete. Außerdem gilt er als Industriemaler. Etwa zwischen 1880 und 1899 lebte Bott in Canton (Ohio), wo er als Künstler, auch als Porträtmaler, für die Diebold Safe Works Company arbeitete. 1908 starb er – vergreist und debil – in einem Armenhaus. Einige Werke Botts können heute besichtigt werden in der Merrick Art Gallery in New Brighton/Pennsylvania.